# Rust (Burgenland)
Pour les articles homonymes, voir Rust.
Rust (en hongrois : Ruszt) est une ville du Land de Burgenland, en Autriche. Cette ville statutaire et ville libre (Freistadt) historique, avec 1 900 habitants seulement, est le plus petit district d'Autriche. Située au bord du lac de Neusiedl, elle est célèbre pour ses cigognes et la culture de la vigne d'où son surnom de "ville des cigognes et du bon vin".

## Géographie

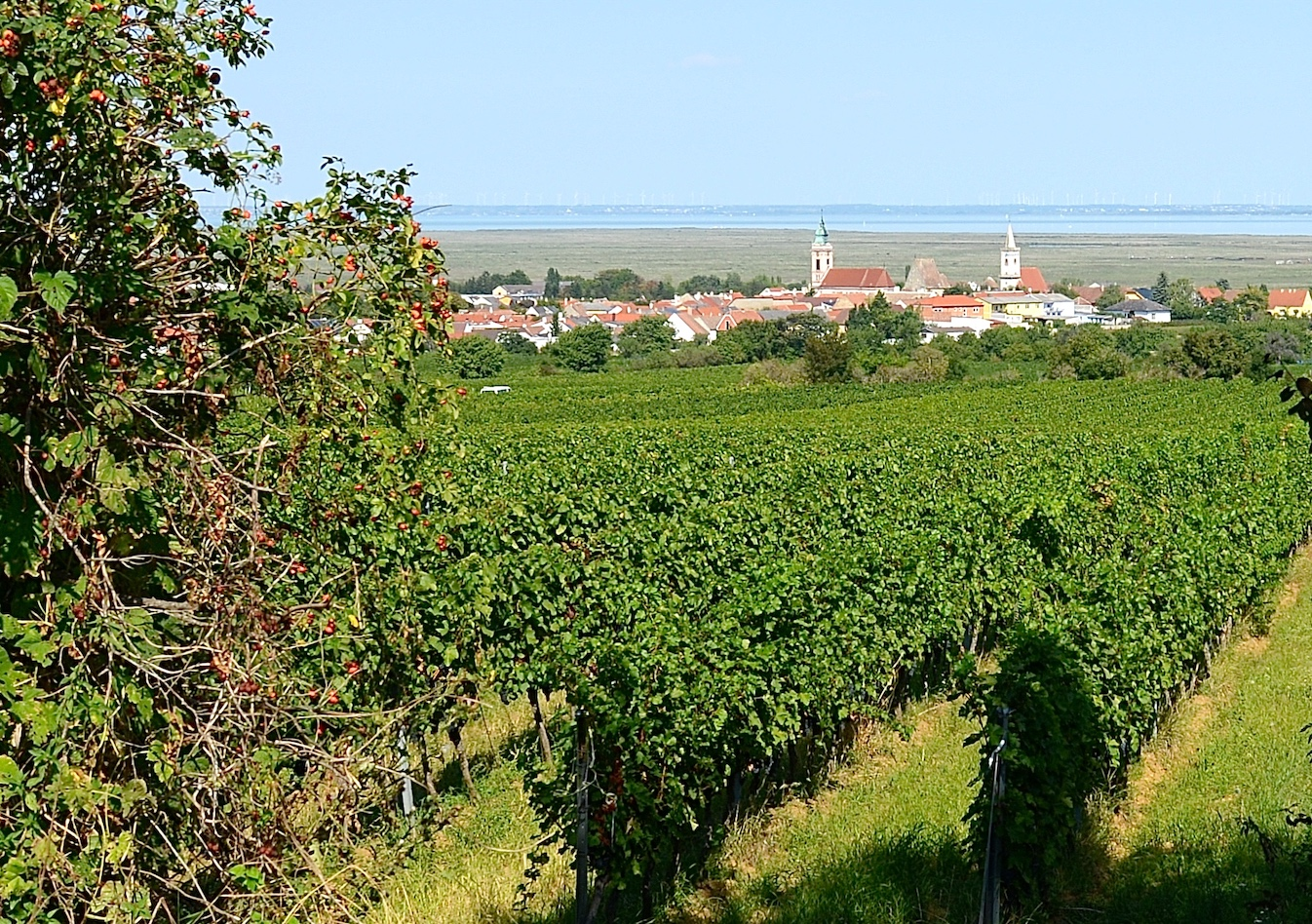
Vue du bourg et du lac de Neusiedl depuis les vignobles.

La ville est située sur la rive occidentale du lac de Neusiedl. Elle présente un centre ancien comprenant de nombreuses maisons bien restaurées, sur lesquelles des cigognes nichent fréquemment. En raison de son important patrimoine architectural, la vieille ville dans son ensemble est classée monument historique.
Le vignobles dans la communauté urbaine font partie de la zone viticole de Leithaberg. Ils sont réputés pour leurs vins blancs, notamment du furmint et du muscat blanc à petits grains.

## Histoire
Les découvertes archéologiques attestent de plusieurs lieux de peuplement préhistoriques datant du jeune Âge de la pierre. De même, les tumulus et des champs d'urnes de l'Âge du bronze, des traces de la culture de Hallstatt (Âge du fer ancien) et de l'époque de La Tene (Âge du fer récent) ont été trouvés à Rust.
À l'ère pré-chrétienne, la région faisait partie du royaume celtique de Norique, dont le centre était l'oppidum de Burg. Au temps des Romains, elle appartenait à la province de Pannonie. Les environs de la ville conservent de nombreux restes de cette époque.
La localité est citée pour la première fois en 1317, sous le nom de Ceel (d'après hongrois : szil, « orme » ; en allemand : Rüster), dans un acte de donation délivré par le roi Charles Robert de Hongrie à Desiderus Héderváry comme "possessio Ceel  vocatum circa stagnum Ferthew". Le fief de Ceel resta dans la famille Héderváry (branche latérale des comtes de Güssing) jusqu'en 1393. Lorsque le fief passa par héritage aux comtes de Sankt-Georgen-Bösing, le petit village viticole et de pêcheurs prit un essor rapide, qui commença par la création d'une paroisse, l'émergence de la guilde des pêcheurs et des vignerons. Des liens étroits avec les villes de Sopron et Presbourg se créèrent. Située dans l'extrême ouest du royaume de Hongrie, la localité reçut le droit de tenir marché en 1470 ; ce droit fut confirmé par la reine Marie de Hongrie en 1524.

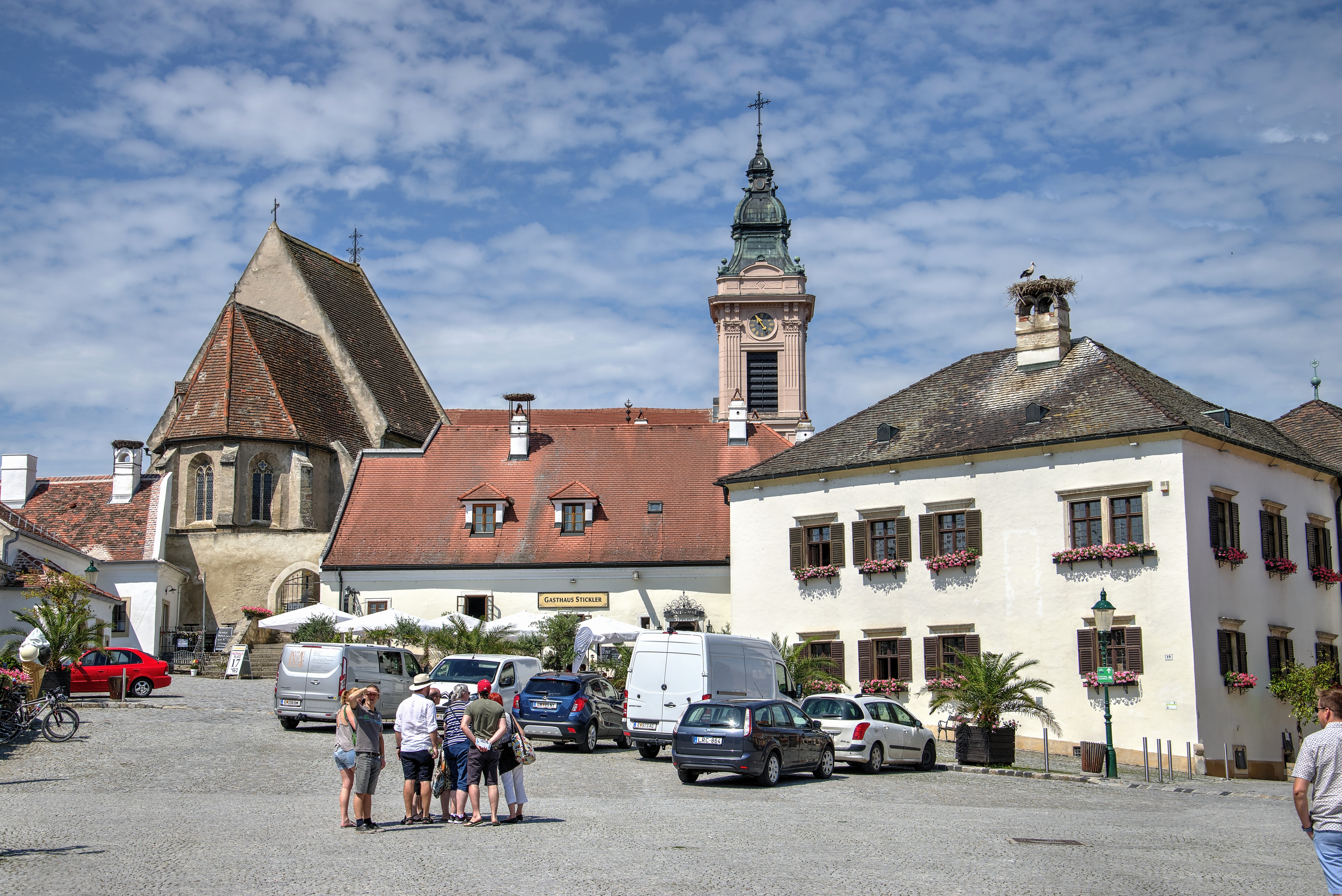
L'église des Pêcheurs et l'église luthérienne.

À partir des années 1520, la Réforme protestante se répandait dans la région. Sous la domination des Habsbourg, toutefois, les citoyens ont été confrontés aux mesures de la Contre-Réforme. Après la bataille de Mohács en 1526, Rust était menacée par les forces ottomanes qui ont dévasté la région lors du siège de Vienne en 1529 et à nouveau en 1532. En 1649, les citoyens pouvaient acheter leur liberté par rapport à la seigneurie du comitat de Moson. Le 3 décembre 1681, finalement, Rust a reçu le titre de ville libre royale des mains du roi Léopold Ier de Habsbourg.
Après la Première Guerre mondiale et la dislocation de l'Autriche-Hongrie en 1918, Rust avec le nouveau Land de Burgenland n'est pas devenu partie intégrante de la république démocratique hongroise mais de la république d'Autriche.

## Jumelages
La ville de Rust est jumelée avec :
- Kulmbach (Allemagne) depuis 1981
- Tokaj (Hongrie) depuis 2006